# Oshan X70A
Oshan X70A — компактный кроссовер, который выпускался подразделением Oshan компании Changan Automobile с 2017 по 2022 год.

## Описание

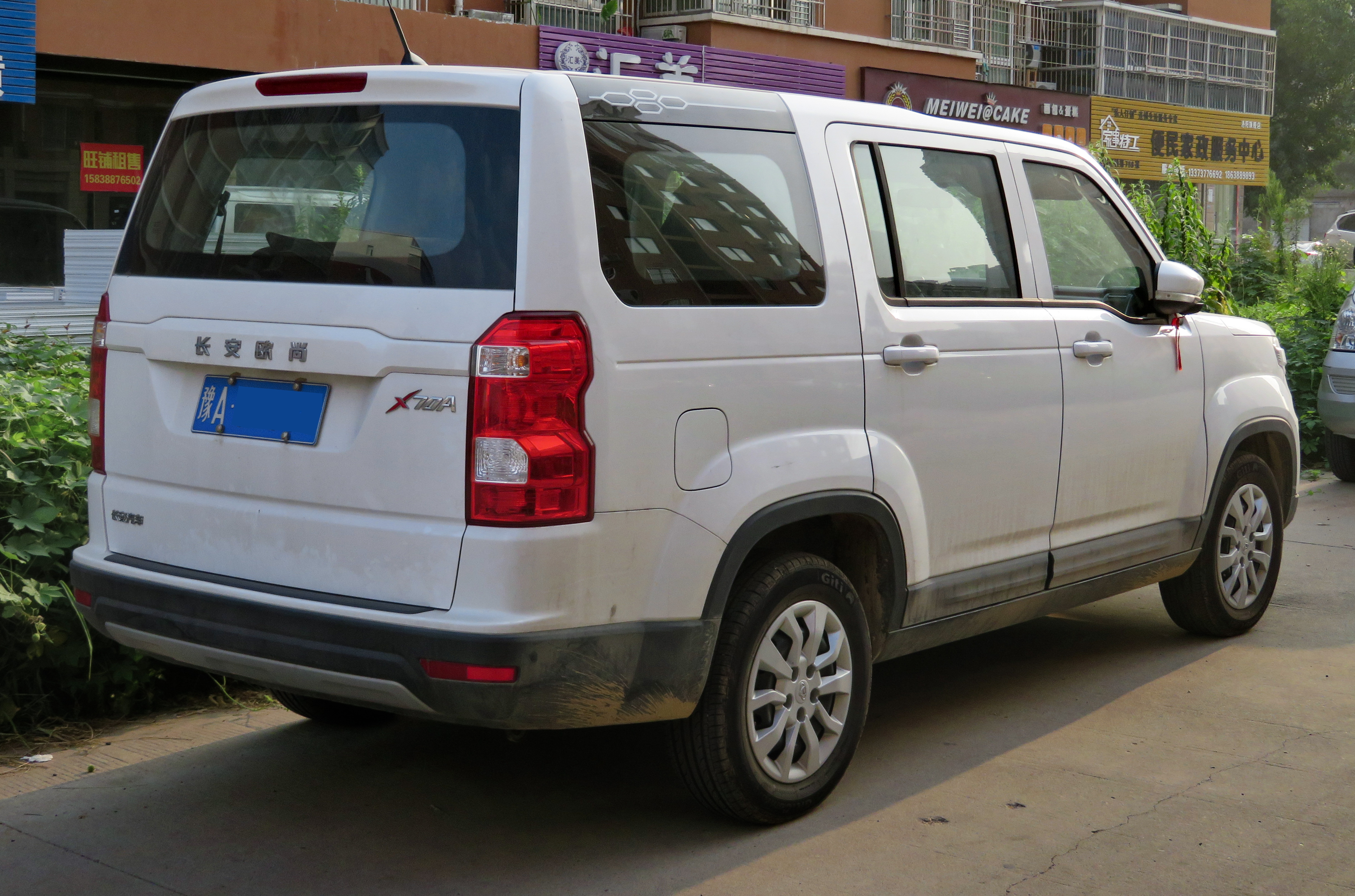
Вид сзади

X70A дебютировал в 2017 году в Гуанчжоу, а продажи начались 27 января 2018 года на китайском рынке. В иерархии автомобиль занимал промежуток между CX70 и CX70T.
Цены на X70A варьировались от 59900 до 76900 юаней. Количество мест для сидений составляло 2+2+3 или же 2+3.
При разработке дизайна экстерьера компания Oshan опиралась на Land Rover Discovery Series IV.

## Технические характеристики
Oshan X70A выпускался только с задним приводом и передним расположением двигателя. Он оснащён 1,5-литровым бензиновым двигателем мощностью 107 л. с. и крутящим моментом 145 Н⋅м, который сочетался в паре с пятиступенчатой механической трансмиссией.